# Rougé
 Rougé  es una población y comuna francesa, situada en la región de Países del Loira, departamento de Loira Atlántico, en el distrito de Châteaubriant y cantón de Rougé.

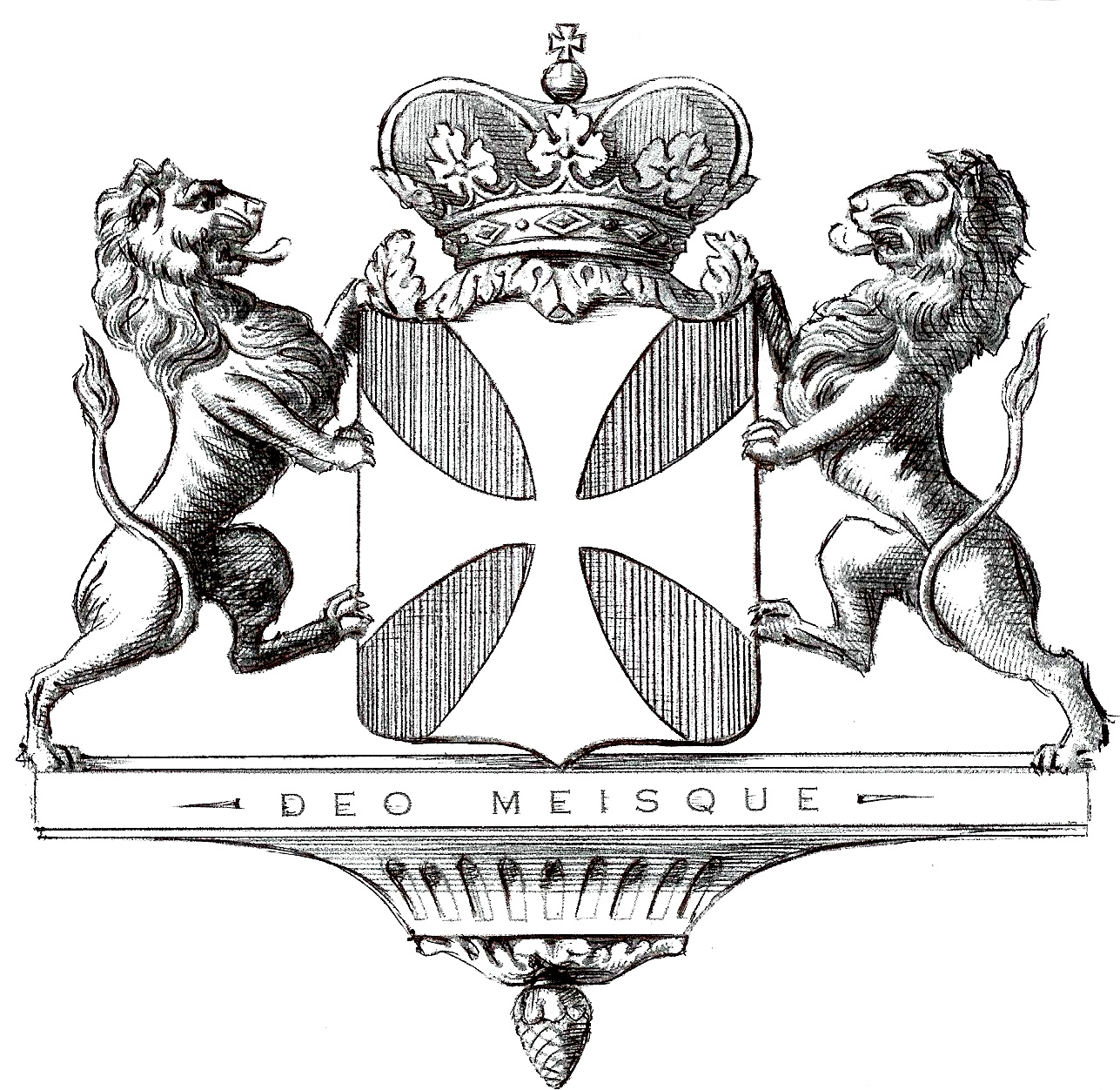
Escudo de Armas Rougé.

## Demografía
| 2011 | 1995 | 1982 | 2055 | 2167 | 2143 |
| Para los censos de 1962 a 1999 la población legal corresponde a la población sin duplicidades (Fuente: INSEE [Consultar]) |      |      |      |      |      |